# 石原俊明 (実業家)
石原 俊明（いしはら としあき、1948年9月12日 - ）は、日本の実業家。カスミ代表取締役社長を務めた。
2012年取締役を退任。

## 人物・経歴
2001年カスミに入社し、常務取締役第3販売本部マネジャーに就任。2003年専務取締役に昇格。2005年専務取締役上席執行役員フードオフ運営事業本部マネジャー兼加工食品本部マネジャー。2007年取締役副社長商品統括本部マネジャーに昇格。2009年取締役副社長営業統括本部マネジャー。2010年から代表取締役社長を務め、シェア拡大のための低価格戦略を進めた。2012年取締役に退いた。